# Christopher Ventris
Christopher Ventris (* 5. Mai 1960 in London) ist ein britischer Opernsänger (Heldentenor). Bekannt wurde er durch seine Darstellung des Parsifal, den er 2008 bei den Bayreuther Festspielen und 2017 in der Wiener Staatsoper spielte.

## Leben
Nach dem Studium an der Königlichen Akademie für Musik, trat Ventris bei der Glyndebourne Festival Opera auf und gewann die GTO Singers- und John-Christie-Auszeichnungen. Er sang weiter bei anderen britischen Theatern, darunter der Opera North und der English National Opera. 2007 war er Empfänger des Maria Callas Debütanten-Preises, der jährlich von der Dallas Opera an erfolgreiche Sänger des Labels gegeben wurde.
Ventris’ Engagements umfassen inzwischen aber auch Produktionen an der Wiener Staatsoper, der San Francisco Opera, der Covent Garden Opera London, dem Teatro di San Carlo Neapel, dem Teatro La Fenice in Venedig, dem Teatro alla Scala in Mailand, dem Glyndebourne Festival, dem Grand Théâtre de Genève in Genf und der Bayerischen Staatsoper.

## Rollen
Zu den von Ventris gesungenen Partien zählen:
- Florestan in Ludwig van Beethovens Fidelio
- Max in C. M. v. Webers Der Freischütz
- Basilio in Felix Mendelssohn Bartholdys Die Hochzeit des Camacho (1987)
- Erik in Richard Wagners Der fliegende Holländer
- Titelrolle in Tannhäuser (Wagner)
- Titelrolle in Lohengrin
- Siegmund in Die Walküre
- Titelrolle in Parsifal
- Lensky in Pjotr Iljitsch Tschaikowskis Eugen Onegin
- Grigori Otrepjew (der falsche Dmitri) in Mussorgskys Boris Godunow
- Jenik in Bedřich Smetanas Die verkaufte Braut
- Laca in Leoš Janáčeks Jenůfa
- Prinz in Sergei Sergejewitsch Prokofjews Die Liebe zu den drei Orangen
- Jack in Michael Tippetts The Midsummer Marriage
- Paris in Michael Tippetts King Priam
- Offizier in Paul Hindemiths Cardillac
- Sergej in Schostakowitschs Lady Macbeth von Mzensk
- Manolios in Bohuslav Martinůs Griechische Passion
- Clemente in Hans Werner Henzes Venus and Adonis
- Titelrolle in Benjamin Brittens Peter Grimes
- Titelrolle in Hans Pfitzners Palestrina

## Aufnahmen (Auswahl)
- Wagner: Parsifal (Christopher Ventris, Thomas Hampson, Waltraud Meier, Matti Salminen); Staatsoper Berlin, Orchester und Chor, Dirigent: Kent Nagano. (DVD – 2005) Label: BBC / Opus Arte
- Schostakowitsch: Lady Macbeth von Mzensk (Christopher Ventris, Eva-Maria Westbroek, Vladimir Vaneev, Carole Wilson, Ludovit Ludha); Royal Concertgebouw Orchestra, Dirigent: Mariss Jansons (DVD 2006) Label: BBC / Opus Arte.
- Britten: Peter Grimes (Christopher Ventris, Emily Magee, Liliana Nikiteanu, Alfred Muff); Oper Zürich Orchester und Chor, Dirigent: Franz Welser-Möst (DVD 2007) Label: EMI
- Pfitzner: Palestrina (Christopher Ventris, Peter Rose, Michael Volle, Falk Struckmann); Bayerisches Staatsorchester, Dirigent: Simone Young (DVD 2009) Label: Unitel Classica